# Het einde van de punk in Helsinki
Het einde van de punk in Helsinki (Tsjechisch: Konec punku v Helsinkách) is een roman van Jaroslav Rudiš uit 2010 en werd in 2016 door Uitgeverij Nobelman gepubliceerd in het Nederlands. De vertaling werd gedaan door Edgar de Bruin. 

## Geschiedenis
Rudiš liet zich voor Het einde van de punk in Helsinki inspireren door zijn muzikale interesses en werkzaamheden. Hij vindt het belangrijk dat een boek net als een liedje een goede "sound" heeft. Daarnaast heeft Rudiš zich ook laten inspireren door verhalen in de kroeg. Een van die verhalen heeft hij verwerkt in het boek. 

## Samenvatting
Het einde van de punk in Helsinki gaat over Sid, wiens echte naam Ole is en speelt zich af in de tijd van de DDR. Samen met zijn vriend Frank vormt Sid de band Automat. Als ze in 1987 afreizen naar het communistische Tsjecho-Slowakije voor het optreden van punkband Die Toten Hosen, ontmoet hij de Tsjechische Nancy. Door middel van dagboekaantekeningen maakt de wereld kennis met het moeizame leven van iemand die niet in de maatschappij past en ook nog eens opgroeit in een streek waar het communisme heerst en getroffen is door de kernramp van Tsjernobyl. Jaren later runt Ole een café in een grote stad in het oosten van Duitsland. Hij denkt voortdurend terug aan zijn punkverleden en de ontmoeting met Nancy begint hem parten te spelen. 

## Trivia
- Het einde van de punk in Helsinki is het eerste naar het Nederlands vertaalde boek van Jaroslav Rudiš.
- De schrijfstijl van het boek heeft iets weg van punk.
- De grote Duitse stad in het boek heeft geen naam maar is geïnspireerd op de stad Leipzig.